# Чемпіонат Франції з тенісу 1902
Чемпіонат Франції з тенісу 1902 — 12-й розіграш Відкритого чемпіонату Франції. З цього року на чемпіонаті з'явився турнір серед змішаних пар. Першими переможцями стали Р. Форбс та Елен Прево. Чемпіоном серед чоловіків в одиночному розряді став Марсель Вашеро, а в парному — Макс Декюжі та Ж. Ворт. У жіночому одиночному турнірі знову перемогла Адін Массон.

## Дорослі

### Чоловіки, одиночний розряд
Марсель Вашеро переміг у фіналі  Макса Декюжі 6-4, 6-2

### Жінки, одиночний розряд
Адін Массон перемогла у фіналі  П. Жиру 6-0, 6-1

### Чоловіки, парний розряд
Макс Декюжі /  Ж. Ворт

### Змішаний парний розряд
Р. Форбс /  Елен Прево перемогли у фіналі пару  Адін Массон /  В. Массон